# Cmentarz mariawicki w Gniazdowie
Cmentarz mariawicki w Gniazdowie – założony na początku XX wieku, cmentarz Kościoła Starokatolickiego Mariawitów położony we wsi Gniazdów, na terenie parafii mariawickiej w Gniazdowie.
Pierwszym proboszczem i założycielem parafii mariawickiej w Gniazdowie był rzymskokatolicki wikariusz przebywający od 1898 w sąsiednich Koziegłowach kapłan Maria Hieronim Skrzypiciel. Cmentarz mariawicki w Gniazdowie założony został w 1906. W 1914 udało się wybudować solidny, murowany kościół, wybudowany ogromnym wysiłkiem Mariawitów (kopanie gliny i kamienia oraz wypalanie cegły i wapna). W 2001 na nekropolię przeniesiono szczątki z cmentarza mariawickiego w Dąbrowie Górniczej.